# Parque Nacional do Banco de Arguim

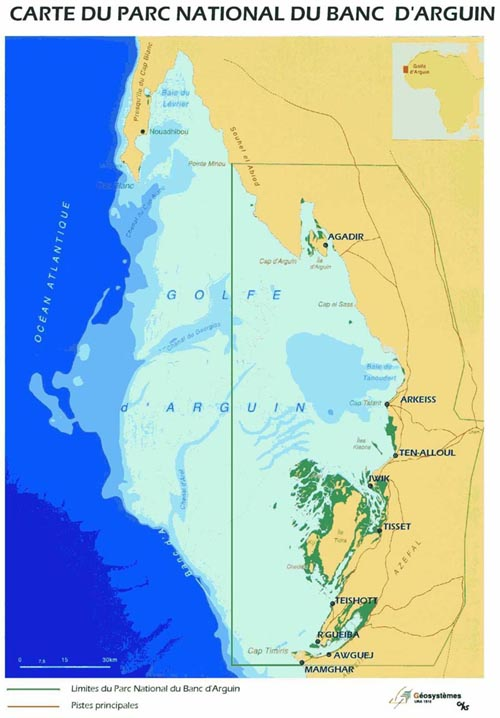
Mapa do Parque Nacional do Banco de Arguim.

O Parque Nacional do Banco de Arguim (francês:Parc National du Banc d'Arguin) situa-se na costa oeste da Mauritânia. O parque é o sítio de reprodução de várias aves migratórias , tais como flamingos, pilritos-de-bico-grosso, pelicanos ou andorinhas-do-mar, cujo sítio de reprodução mais frequente são os bancos de areia, incluindo as ilhas de Tidra, Niroumi, Nair , Kijji e Arguim.
É uma reserva natural que foi estabelecida para proteger ambos os recursos naturais e a pesca, que dá uma importante contribuição para a economia, assim como sítios geológicos de importância cientifica e estética. O parque é casa de milhões de pássaros migrantes vindos da Europa, Sibéria, Gronelândia, entre outros locais. O clima temperado e ausência de perturbação humana fazem do parque um dos mais importantes sítios do mundo para aves. A população de aves é notável pelo seu grande número e diversidade. Entre 25 000 e 40 000 casais de pássaros pertencentes a 15 espécies diferentes vivem no parque, faezndo destas as maiores colónias de anatídeos na África Ocidental.
O parque foi inscrito na Lista de Património Mundial da UNESCO em 1989.
Historia : 
Domínio português (1445 a 1633)
1445 – xxxx — -----------
1461 – 14xx — Soeiro Mendes de Évora
1492 – 1495 — Afonso de Moura
1499 – 1501 — Fernão Soares
1505 – 1508 — Gonçalo de Fonseca
1508 – 1511 — Francisco de Almada
1514 – 1515 — Pero Vaz de Almeida
1515 – xxxx — Estêvão da Gama
1518 – xxxx — António Porto Carreiro
15xx – 1522 — Gonçalo da Fonseca
1543 – xxxx — João Gomes
xxxx – 1549 — Gil Sardinha
1549 – xxxx — Cristóvão de Rosales
1569 – xxxx — Leonel da Gama
1575 – xxxx — João Leite Pereira
xxxx – xxxx — Rodrigo Freire
1623 – 1624 — Amador Lousado
1624 – 1633 — Francisco Cordovil
Domínio holandês (1633 a 1678) — Ocupada pelos holandeses das Províncias Unidas a 5 de Fevereiro de 1633.
setembro – 1678 — Ocupado pelos franceses a 1 de Setembro de 1678 e abandonado às tribos locais ao fim de algumas semanas.
1678 – 1685 — Durante este período a ilha não teve ocupação europeia.
Ocupação alemã 1685 a 1721 -Ocupada por forças de Brandemburgo a 5 de Outubro de 1685.
1721 — 1722  - ocupada por forças francesas a partir de 7 de Março de 1721.
Ocupação holandesa (1722 a 1724)
1724 – 1728 — ocupada por forças francesas a 20 de Fevereiro de 1724 a 1728 e abandono définitivo

## Ligações Externas
- UNESCO - Parque Nacional do Banco de Arguim
- Galeria da UNESCO - Fotos do Parque Nacional do Banco de Arguim